# Singapore Airlines
Singapore Airlines je zračni prijevoznik iz Singapura . Kompanija djeluje iz svog glavnog čvorišta zračne luke Changi, Singapur.
Singapore Airlines je bio prvi kupac Airbusa A380, trenutno najvećeg putničkog zrakoplova na svijetu. U svom vlasništvu ima i SilkAir, s kojim djeluje na regionalnim letovima prema gradovima koji zahtijevaju manje kapacitete zrakoplova. Isto tako, posjeduju i Singapore Airlines Cargo. U svom vlasništvu su imali i 49% udjela u zračnom prijevozniku Virgin Atlantic. Spada među top 15 prijevoznika u svijetu u pogledu prihoda, prijeđenih kilometara i deseti je zračni prijevoznik u svijetu po broju međunarodno prevezenih putnika. Dana 15. prosinca 2010. Singapore Airlines je objavio da je po Međunarodnoj udruzi za zračni prijevoz postao drugi najveći prijevoznik u svijetu po tržišnoj kapitalizaciji s vrijednošću od 14 milijardi USD. Singapore Airlines je trenutno službeni sponzor nogometne reprezentacije Singapura. 
Singapore Airlines leti prema 62 destinacije u 35 zemalja na šest kontinenata.

## Flota
Singapore Airlines posjeduje flotu širokotrupnih zrakoplova iz četiri zrakoplovne obitelji: Airbus A330, Airbus A340, Airbus A380, i Boeing 777. U skladu sa svojom politikom održavanja mlade flote, kompanija redovno obnavlja svoju flotu s novim zrakoplovima.
Kompanija je svoju flotu pojedinih tipova zrakoplova nazivala po tipu zrakoplova. Boeing 747-400s je imao naziv "Megatop", Boeing 777s se zvao "Jubilee" a Airbus A340-500s "Leadership".
Posljednji 747 je umirovljen 6. travnja 2012. sa specijalnim povratnim letom iz Singapura za Hong Kong.
30. svibnja 2013. Singapore Airlines se obvezao naručiti 30 Boeing 787-10X zrakoplova koji će biti isporučeni između 2018. i 2019.
Singapore Airlines flota se na dan 3. kolovoza 2016. sastoji od sljedećih zrakoplova:
* R, F, C i Y su kodovi koji označavaju klasu sjedala u zrakoplovima, a određeni su od strane Međunarodne udruge za zračni prijevoz.

## Poslovni rezultati
| Kraj posl. godine | Broj prevezenih putnika (u tisućama) | Faktor popunjenosti (%) | Prihod (S$ u milijunima) |
| ----------------- | ------------------------------------ | ----------------------- | ------------------------ |
| 31. ožujka 1999.  | 12.777                               | 72,5                    | 7.795,9                  |
| 31. ožujka 2000.  | 13.782                               | 74,9                    | 9.018,8                  |
| 31. ožujka 2001.  | 15.002                               | 76,8                    | 9.951,3                  |
| 31. ožujka 2002.  | 14.765                               | 74,0                    | 9.382,8                  |
| 31. ožujka 2003.  | 15.326                               | 74,5                    | 10.515,0                 |
| 31. ožujka 2004.  | 13.278                               | 73,3                    | 9.761,9                  |
| 31. ožujka 2005.  | 15.944                               | 74,1                    | 12.012,9                 |
| 31. ožujka 2006.  | 16.995                               | 75,6                    | 13.341,1                 |
| 31. ožujka 2007.  | 18.346                               | 79,2                    | 14.494,4                 |
| 31. ožujka 2008.  | 19.120                               | 80,3                    | 15.972,5                 |
| 31. ožujka 2009.  | 18.293                               | 76,5                    | 15.996,3                 |
| 31. ožujka 2010.  | 16.480                               | 78,4                    | 12.707,3                 |
| 31. ožujka 2011.  | 16.647                               | 78,5                    | 14.524,8                 |
| 31. ožujka 2012.  | 17.155                               | 77,4                    | 14.857,8                 |
| 31. ožujka 2013.  | 18.210                               | 79,3                    | 15.098,2                 |
| 31. ožujka 2014.  | 18.268                               | 78,9                    | 15.243,9                 |
| 31. ožujka 2015.  | 18.737                               | 78,5                    | 15.565,5                 |
| 31. ožujka 2016.  | 19.029                               | 79,6                    | 15.228,5                 |